# D.V. More Record
La D.V. More Record è una casa discografica italiana, attiva dal 1986.

## Storia
L'etichetta è stata fondata nel 1986 da Vincenzo Dentico (che ha successivamente preso le redini della Disco Più, facendone il "vivaio" di nuovi artisti).
Pur pubblicando anche materiale originale, la D.V. More Record si è specializzata nel riproporre artisti del passato con i loro successi riarrangiati,  secondo sonorità più moderne: tra i tanti cantanti che hanno inciso per l'etichetta ci sono Giuni Russo, Fiordaliso, Mino Reitano, Dino, Donatello, Michele, Tiziana Rivale, Franco Tozzi, Gilda Giuliani, i Nuovi Angeli, Vasso Ovale, i Ragazzi del Sole, Mal, Louiselle, Valerio Liboni, Umberto Napolitano, Gianni Celeste, Angelo Cavallaro, Salvo Nicolosi, Ghigo Agosti, Luca Sepe, Marisa Sacchetto, Ida Rendano, Natale Galletta, Nino D'Angelo, Gianni Fiorellino, Salvatore Adamo, Bruno Filippini e Massimo.
Tale compito è stato facilitato dalla completa dismissione dei cataloghi da parte dei proprietari - negli anni novanta, complice la crisi ed il terrore della fine della distribuzione fisica dei supporti musicali - in modo che potessero essere acquisiti dalla D.V. a prezzi bassi.

## Dischi pubblicati
Per la datazione ci si basa sull'etichetta del disco, o sul vinile o, infine, sulla copertina, qualora nessuno di questi elementi avesse una datazione, ci si basa sulla numerazione del catalogo, se esistenti, si riportano oltre all'anno il mese e il giorno.

### CD
| Numero di catalogo | Anno | Interprete                      | Titoli                                    |
| ------------------ | ---- | ------------------------------- | ----------------------------------------- |
| DV 1018            | 1991 | Franco Morgia                   | Melo Morgia canta i Beans                 |
| DV 5775            | 1994 | Gianni Morandi                  | In ginocchio da te                        |
| DV 5769            | 1994 | Gianni Morandi/Rita Pavone      | il meglio di Gianni Morandi & Rita Pavone |
| DV 5910            | 1995 | Roberto Carlotto e Nunzio Favia | Carlotto & Cucciolo già Dik Dik           |
| DV 5930            | 1996 | Mal                             | Il meglio di Mal                          |
| DV 5932            | 1996 | Mal                             | I successi di Mal                         |
| DV 6242            | 1997 | Franco Tozzi                    | Franco Tozzi Live                         |
| DV 6268            | 1998 | Ghigo Agosti                    | Ghigo Coccinella                          |
| DV 6309            | 1999 | Delirium                        | Jesahel/Canto Di Osanna                   |
| DV 6342            | 1999 | I Giganti                       | Il meglio                                 |
| DV 6366            | 1999 | Alessandro Canino               | Il meglio                                 |
| DV 6375            | 1999 | Mimmo Locasciulli               | I successi                                |
| DV 6395            | 1999 | Marco Armani                    | Il meglio                                 |
| DV 6411            | 2000 | Giuni Russo                     | I successi                                |
| DV 6515            | 2000 | Noris De Stefani                | L'amore...vola e va                       |
| DV 6636            | 2000 | Nanni Svampa                    | W Brassens!                               |
| DV 6744            | 2004 | Mino Reitano                    | Italia - Dal vivo                         |